# NGC 4999
NGC 4999 is een balkspiraalstelsel in het sterrenbeeld Maagd. Het hemelobject werd op 24 februari 1786 ontdekt door de Duits-Britse astronoom William Herschel.

## Synoniemen
- UGC 8236
- MCG 0-34-10
- ZWG 16.12
- IRAS13069+0156
- PGC 45632